# Felix Mendelssohn Bartholdy
Jakob Ludwig Felix Mendelssohn Bartholdy, conhecido como Felix Mendelssohn (Hamburgo, 3 de fevereiro de 1809 — Leipzig, 4 de novembro de 1847), foi um compositor, pianista e maestro alemão do início do período romântico. Algumas das suas mais conhecidas obras são a abertura e a música incidental para Sonho de uma Noite de Verão (que inclui a famosa Marcha nupcial), o Concerto para violino, os dois concertos para piano, cerca de 100 Lieder, a abertura As Hébridas, as sinfonias Italiana e Escocesa e os oratórios Paulus e Elias.

## Biografia

### Infância
Filho do banqueiro Abraham Mendelssohn e de Lea Salomon, e neto do filósofo judaico-alemão Moses Mendelssohn, membro de uma família judia notável, mais tarde convertida ao luteranismo. Começou a compor aos nove anos (mais tarde mudou seu sobrenome para Mendelssohn Bartholdy).
Felix cresceu num ambiente de intensa efervescência intelectual. As maiores mentes da Alemanha foram visitas frequentes da sua família na casa em Berlim, incluindo a Wilhelm von Humboldt e Alexander von Humboldt. Sua irmã Rebecca casou com o grande matemático belga Lejeune Dirichlet.
Abraham renunciou a religião judaica, A família mudou-se para Berlim em 1811. Abraham e Lea tentam dar a Felix, ao seu irmão Paul, e às suas irmãs, Fanny e Rebeca, a melhor educação possível. Sua irmã Fanny Mendelssohn (mais tarde, Fanny Hensel), se tornou conhecida pianista e compositora.

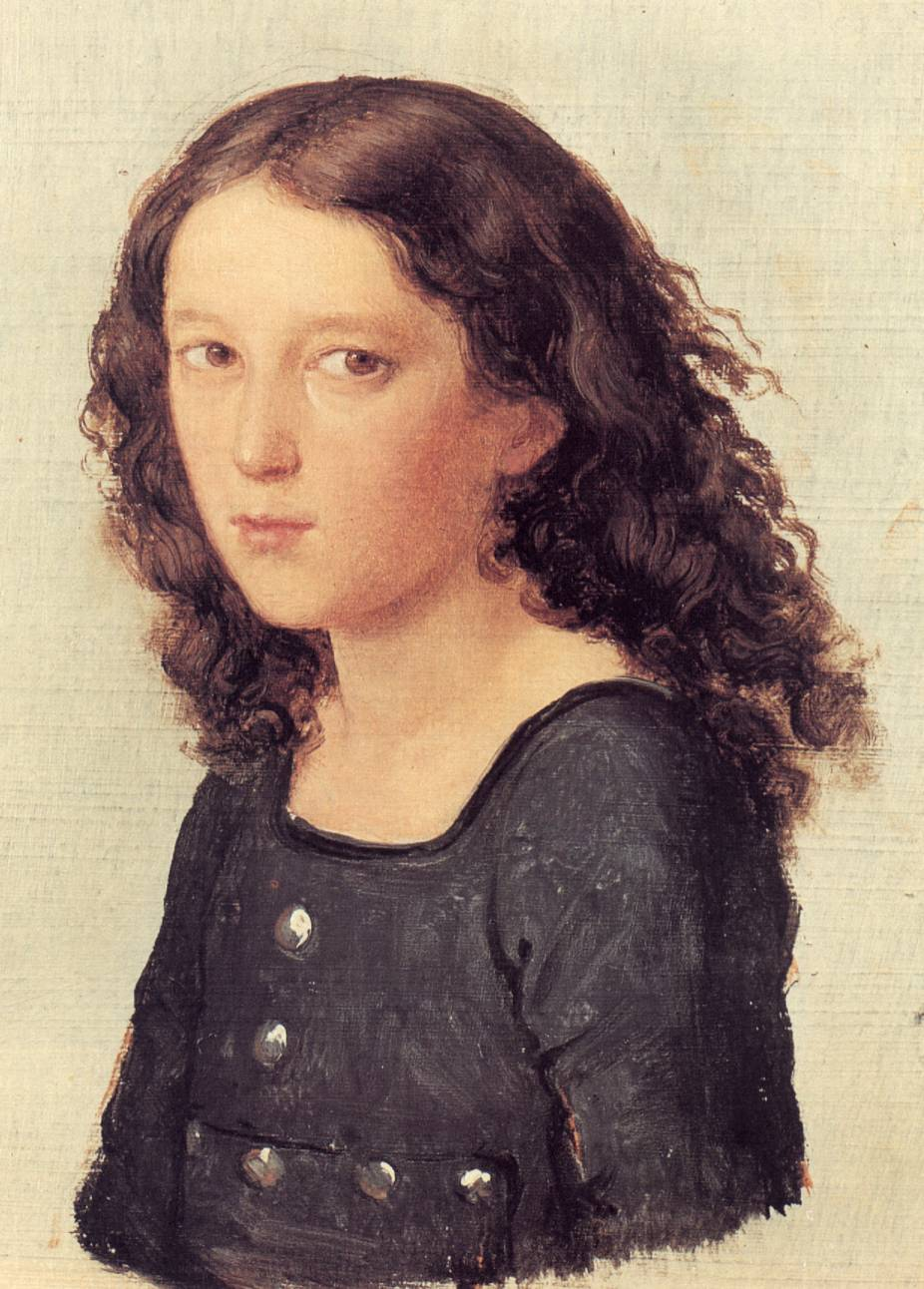
Mendelssohn, por Carl Joseph Begas, 1821.

Mendelssohn era considerado uma criança prodígio. Começou a ter lições de piano com a sua mãe aos seis anos, acompanhados por Marie Bigot. A partir de 1817, estudou composição com Carl Friedrich Zelter, em Berlim. Escreveu e publicou o seu primeiro trabalho, um quarteto com piano, aos treze anos. Mais tarde teve aulas de piano do compositor e virtuoso Ignaz Moscheles, confessou em seu diário que ele tinha muito a ensinar-lhe. Moscheles foi grande colega e amigo ao longo da vida.

##### Carreira
Em 1818, com apenas nove anos, Felix fez sua primeira apresentação em público, em Berlim, iniciando sua carreira como instrumentista, maestro e compositor. Considerado um novo gênio da música, causava assombro e despertava elogios em todos os lugares onde se apresentava. Por volta dos quinze anos de idade, já havia finalizado diversas obras.

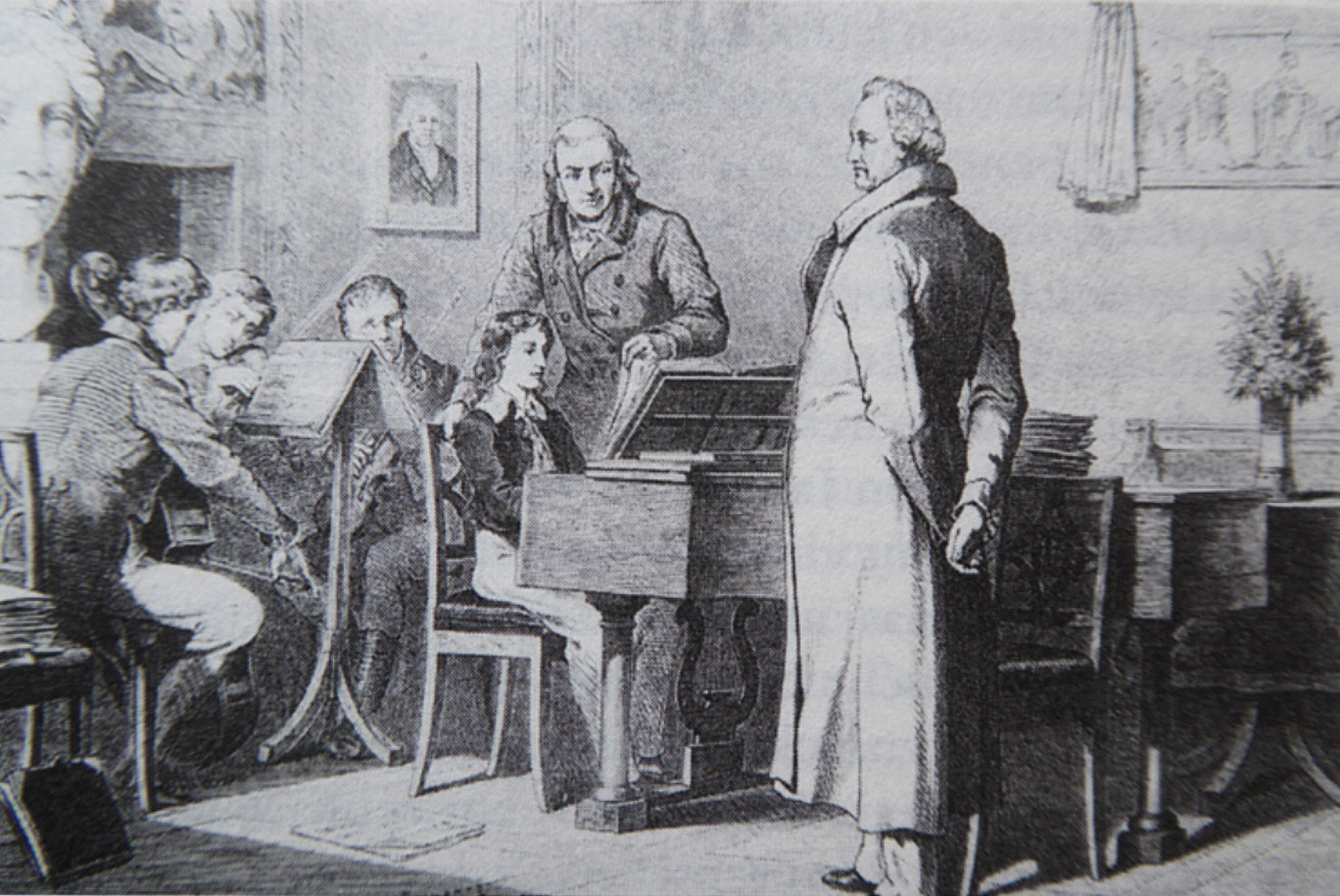
Mendelssohn toca para Goethe, em 1821.

Em 1821, Zelter apresentou Mendelssohn a seu amigo e correspondente Johann Wolfgang von Goethe, que ficou muito impressionado o pequeno prodígio:
"Os prodígios musicais ... provavelmente não são mais tão raros; mas o que este homenzinho pode fazer extemporaneamente e tocando à vista beira o milagroso, e eu não poderia ter acreditado que fosse possível em uma idade tão jovem." "E ainda assim você ouviu Mozart em seu sétimo ano em Frankfurt?" disse Zelter. "Sim", respondeu Goethe, "... mas o que o seu aluno já realiza, guarda a mesma relação com o Mozart daquela época que a fala culta de um adulto tem para a tagarelice de uma criança".
Em 1824, aos quinze anos de idade, seu professor, Zelter, declara a Mendelssohn que não havia mais nada a lhe ensinar.
Em 1826, aos dezessete anos, escreveu a abertura do "Concerto Op. 21 (Sonho de uma Noite de Verão)" e estreou-a em 20 de fevereiro de 1827, em Szczecin, revelando seus enormes talentos para a composição. Robert Schumann definiu a abertura como “um derramamento de juventude” Quinze anos mais tarde, em 1843, Mendelssohn acrescentaria à abertura que escrevera anos antes treze peças, incluindo uma importante música de cena, muito conhecida como a famosa “Marcha Nupcial”.
No dia 11 de março de 1829, Mendelssohn arranjou e regeu a Paixão segundo Mateus em Berlim. Quatro anos antes, sua avó lhe havia dado uma cópia do manuscrito da obra-prima de Bach, que estava, na época, quase esquecida. A orquestra e o coro foram providenciados pela Singakademie de Berlim. O sucesso dessa apresentação - a primeira desde a morte de Bach, em 1750 – foi de grande importância para que a música de J. S. Bach voltasse a ser tocada na Alemanha e, depois, em toda a Europa, além de render a Mendelssohn o reconhecimento geral do seu talento, aos 20 anos de idade.
Após reger "Paixão segundo São Mateus", Mendelssohn partiu para uma série de viagens. Em 1829, em uma primeira viagem à Inglaterra e à Escócia, surgiram novas obras, como a conhecida como Sinfonia nº 5 (“Reforma”), o esboço da Sinfonia “Escocesa” (nº 3) e a abertura "As hébridas", também chamada de "A gruta de Fingal". Em seguida, uma grande viagem para a Itália lhe deu material e inspiração para a cintilante "Sinfonia italiana" (nº 4), talvez a mais famosa de todas as suas obras do gênero. Em Roma, Mendelssohn estabeleceu amizade com Berlioz; em Paris, encontrou Chopin e Liszt. Retornou à Alemanha no início dos anos 1830.

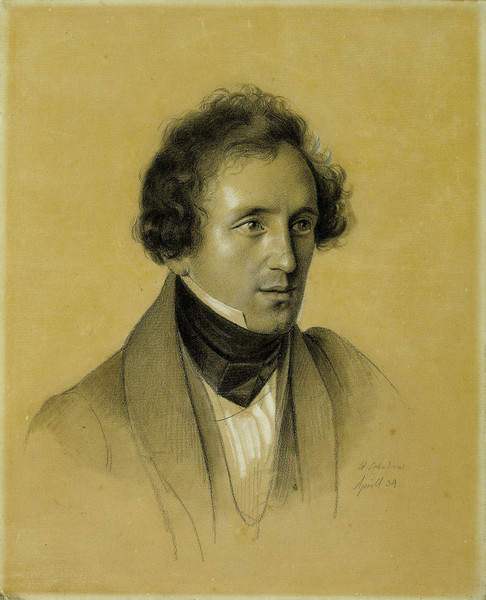
Felix Mendelssohn, por Friedrich Wilhelm Schadow, 1834.

No dia 15 de maio de 1832, seu professor, Carl Friedrich Zelter morreu, em Berlim. Com a morte de Zelter, Mendelssohn tinha esperanças de sucedê-lo como regente do Singakademie, sociedade musical fundada em Berlim em 1791 por Carl Friedrich Christian Fasch. Porém, após uma votação, em janeiro de 1833, Carl Friedrich Rungenhagen é escolhido para o cargo. Após a perda do cargo, passou os anos seguintes entre a Grã-Bretanha e Düsseldorf, onde, em 1833, foi nomeado diretor musical, seu primeiro posto remunerado como músico.
Entre 1833 e 1835, envolveu-se em atividades musicais em Düsseldorf. Em 1835, tornou-se diretor da Orquestra da Gewandhaus, contribuindo muito para a excelência do conjunto, desempenho que é visto até os dias de hoje.
Além de um excelente regente, Mendelssohn também mostrou-se um programador ousado. Recuperou os concertos para piano de Mozart e programou obras de Beethoven e Weber. Seu interesse pelo oratório fez com que fossem redescobertas grandes obras de Händel e Haydn no gênero. Mais tarde, ele próprio comporia dois grandes oratórios: "Paulus" (1836) e "Elias" (1844). Mendelssohn ainda apresentou mais uma vez "Paixão segundo São Mateus", dessa vez na igreja São Tomás em Leipzig, na mesma onde se deu a primeira audição. Dedicou, ainda, recitais para órgão à obra de Bach, atuando como intérprete. Em várias ocasiões, interpretou o "Concerto para três cravos" (numa das vezes, ao lado de Liszt e Hiller).

#### 1837-1847

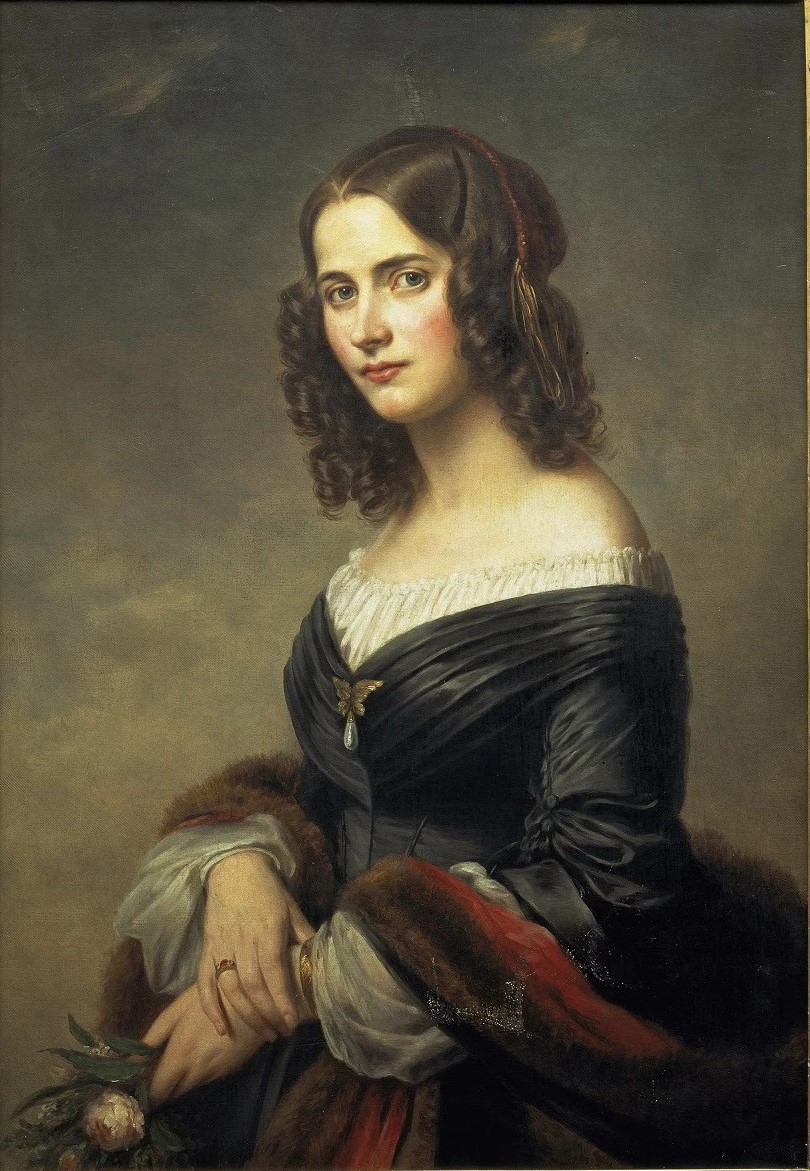
Cecile Mendelssohn Bartholdy, 1846.

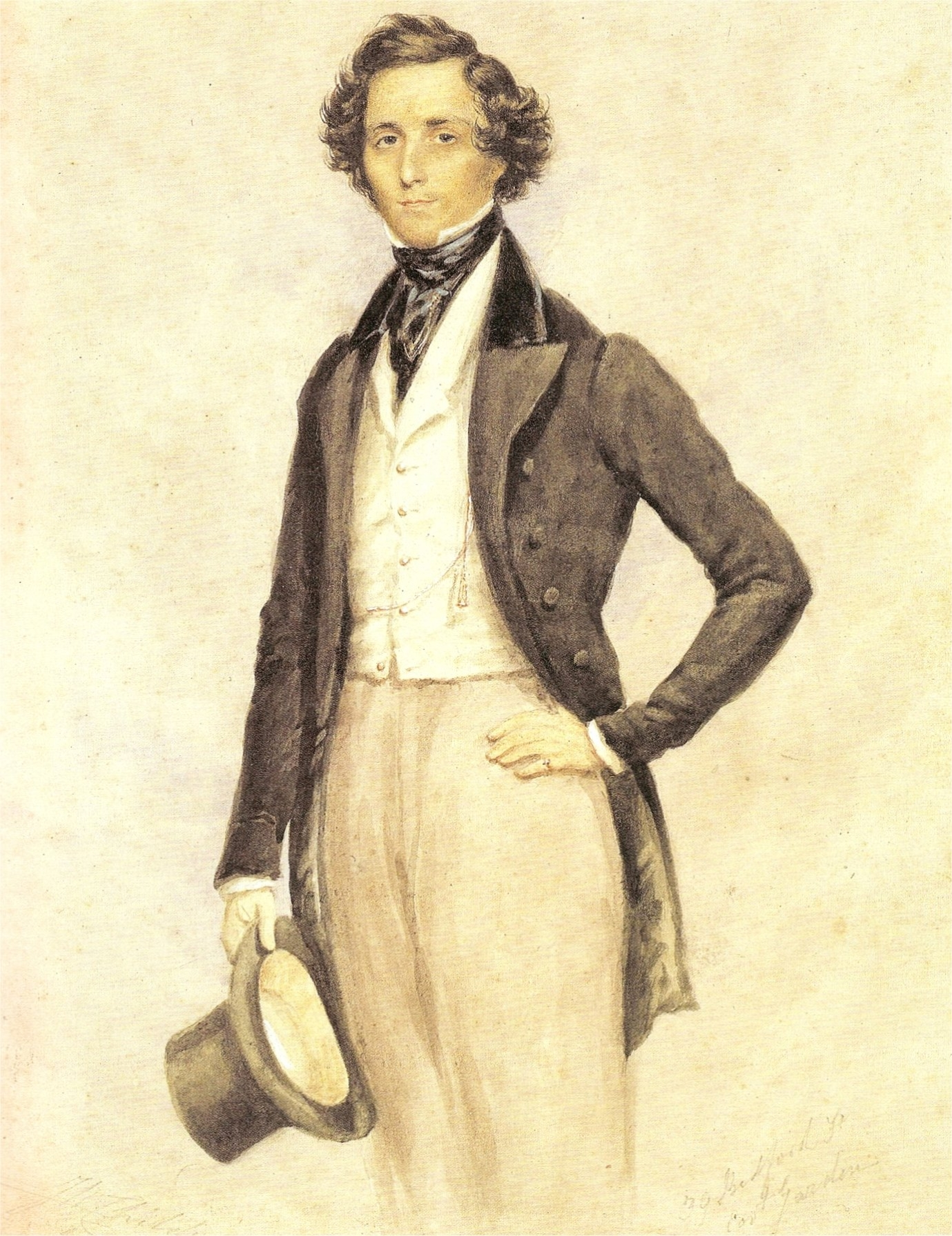
Mendelssohn, por James Warren Childe, 1839.

Em 28 de março de 1837, casou-se com Cécile Jeanrenaud (10 de outubro de 1817 - 25 de setembro de 1853), filha de um clérigo da Igreja Reformada Francesa, com quem teve cinco filhos: Carl, Marie, Paul, Lili e Felix August.
Em Leipzig, trabalhou com a orquestra a ópera "O Thomanerchor" e outras instituições corais e musicais da cidade. Mendelssohn também reviveu o interesse pela música de Franz Schubert. Robert Schumann descobriu o manuscrito da Nona Sinfonia de Schubert e o enviou a Mendelssohn, que, prontamente, a estreou em Leipzig, em 21 de março de 1839.
Em 1841, aceitou o cargo de mestre de capela do rei da Prússia, tendo que se dividir, a partir de então, entre Leipzig e Berlim.
Em 1843, fundou o Conservatório de Leipzig, agora a Hochschule für Musik und Theatre "Felix Mendelssohn Bartholdy", onde convenceu, dentre outros músicos, Ignaz Moscheles e Robert Schumann a se juntarem a ele.
No verão de 1844, em uma visita à Grã-Bretanha, conduziu cinco dos concertos da Filarmônica de Londres. Em uma carta para Rebecka Mendelssohn Bartholdy, datada de 22 de julho de 1844, escreveu: "Nunca antes foi qualquer coisa como esta temporada - nunca fomos para a cama antes da uma e meia, a cada hora de todos os dias eram preenchidos com compromissos três semanas antes, e eu consegui ouvir mais música em dois meses do que em todo o resto do ano".
Em sua última viagem à Grã-Bretanha, em 1847, foi o solista em Concerto para piano nº 4, de Beethoven e conduziu sua Sinfonia escocesa.
O último grande trabalho sinfônico de Mendelssohn foi a sinfonia Lobgesang, de 1840. Sua produção de música de câmara (na qual se destacam quartetos e quintetos de cordas), porém, continuou ativa até pouco antes de sua morte.

###### Morte

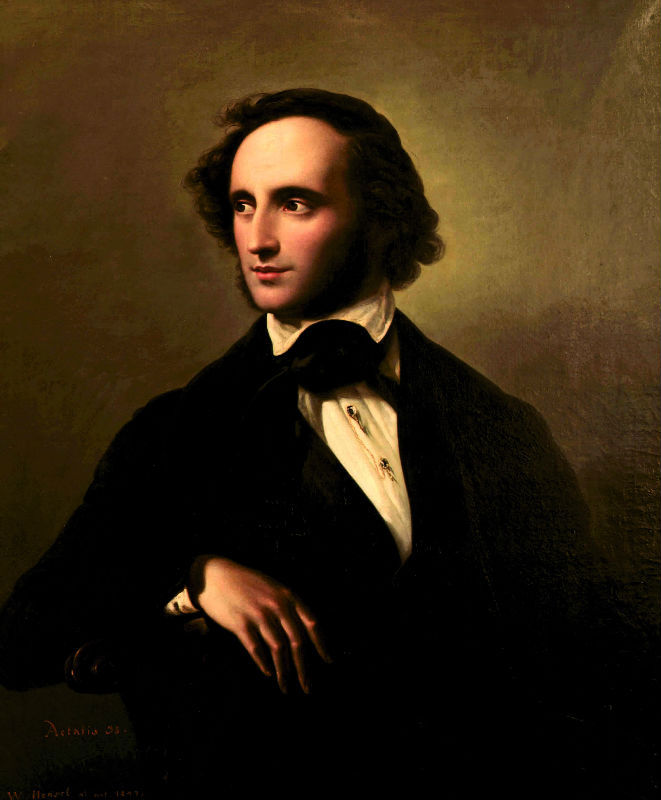
Mendelssohn, por Wilhelm Hensel, 1847.

Em 14 de maio de 1847, Berlim, Alemanha, a irmã Fanny de Mendelssohn morre, após um ataque de apoplexia. Seus pais haviam morrido alguns anos antes, em 1835 e em 1842, e a morte de Fanny causou um grande impacto no compositor. Mendelssohn morreu no dia 4 de novembro de 1847, seis meses após a morte da irmã, devido a um derrame cerebral.
Uma paixão não correspondida pela soprano sueca Jenny Lind pode ter contribuído para a morte de Felix Mendelssohn. Essa é a tese levantada por uma jornalista do The Independent, Jessica Duchen. A tese tem por base um documento depositado nos arquivos da Royal Academy of Music, em Londres: uma declaração do marido de Jenny Lind, Otto Goldschmidt, confessando ter destruído uma carta de Mendelssohn para Jenny, que teria o poder de macular profundamente as reputações de sua mulher e de Mendelssohn. Na carta o compositor teria declarado amor ardente por ela, implorando que ela fugisse com ele para os Estados Unidos e ameaçando suicídio caso ela recusasse. Supõe-se que Jenny, efetivamente, recusou. Meses depois, Mendelssohn estava morto.
Charles Rosen, em seu livro A Geração Romântica deprecia Mendelssohn como "kitsch religioso". Essa opinião reflete um contínuo desprezo pela estética musical por parte de Richard Wagner e seu seguidores. Na Inglaterra, a reputação de Mendelssohn manteve-se elevada durante muito tempo. A Rainha Victoria demonstrou o seu entusiasmo, quando no Crystal Palace foi construída, em 1854, uma estátua de Mendelssohn.

## Obras

### Obras com número de Opus
- Op. 1, Quarteto para piano n.º 1 em dó menor (1822)
- Op. 2, Quarteto para piano n.º 2 em fá menor (1823)
- Op. 3, Quarteto para piano n.º 3 em si menor (1824-1825)
- Op. 4, Sonata para violino em fá menor (1825)
- Op. 5, Capriccio em fá# menor para piano (1825)
- Op. 6, Sonata para piano n.º 1 em mi maior (1826)
- Op. 7, Pièces caractéristiques para piano (1827)
  - No. 1 Sanft und mit Empfindung
  - No. 2 Mit heftiger Bewegung
  - No. 3 Kraftig und feurig
  - No. 4 Schnell und beweglich
  - No. 5 Ernst und mit steigender Lebhaftigkeit
  - No. 6 Sehns?chtig
  - No. 7 Leicht und luftig
- Op. 8, Doze canções para voz e piano (1824-1828)
  - No. 1 "Minnelied im Mai: Holder klingt der Vogelsang"
  - No. 2 "Das Heimweh: Was ist's das mir den Atem hemmet"
  - No. 3 "Italien: Sch?ner und sch?ner schm?ckt sich"
  - No. 4 "Erntelied: Es ist ein Schnitter, der hei?t Tod"
  - No. 5 "Pilgerspruch: La? dich nur nichts nicht dauern"
  - No. 6 "Fr?hlingslied. em schw?b. Mundart: Jetzt kommt der Fr?hling"
  - No. 7 "Maienlied: Man soll h?ren s??es Singen"
  - No. 8 "Hexenlied. Andres Maienlied: Die Schwalbe fliegt"
  - No. 9 "Abendlied: Das Tagewerk ist abgethan"
  - No. 10 "Romanze: Einmal aus seinen Blicken"
  - No. 11 "Im Gr?nen: Willkommen im Gr?nen"
  - No. 12 "Suleika und Hatem: An des lust'gen Brunnens Rand"
- Op. 9, Doze lieder para voz e piano (1829-1830)
  - No. 1 "Frage: Ist es wahr?"
  - No. 2 "Gest?ndnis: Kennst du nicht das Gluthverlangen"
  - No. 3 "Wartend (Romanze): Sie trug einen Falken"
  - No. 4 "Im Fr?hling: Ihr fr?hlingstrunknen Blumem"
  - No. 5 "Im Herbst: Ach wie schnell die Tage fliehen"
  - No. 6 "Scheidend: Wie so gelinde die Fluth bewegt"
  - No. 7 "Sehnsucht: Fern und ferner schallt der Reigen"
  - No. 8 "Frühlingsglaube: Die linden Lüfte sind erwacht"
  - No. 9 "Ferne: em weite Ferne will ich tr?umen"
  - No. 10 "Verlust: Und wussten's die Blumen"
  - No. 11 "Entsagung: Herr, zu dir will ich mich retten"
  - No. 12 "Die Nonne: Im stillen Klostergarten"
- Op. 10, Die Hochzeit des Camacho (O Casamento de Camacho) (Singspiel)
- Op. 11, Sinfonia n.º 1 em ré menor (1824)
- Op. 12, Quarteto de cordas n.º 1 em mi maior (1829)
- Op. 13, Quarteto de cordas nº 2 em lá menor (1827)
- Op. 14, Rondó capriccioso em  mi maior para piano (1824)
- Op. 15, Fantasia sobre "The Last Rose of Summer" em mi maior para piano (1827)
- Op. 16, Fantasias ou Caprichos para piano (1829)** n.º 1 Fantasia em lá menor
  - No. 2 Capricho ou Scherzo em mi menor
  - No. 3 Fantasia em mi maior
- Op. 17, Variations concertantes em ré maior para piano e violoncelo (1829)
- Op. 18, Quinteto de cordas n.º 1 em lá maior (1826, 1832)
- Op. 19a, Six Songs para voz e piano (1830-1834)
  - No. 1 "Fr?hlingslied: em dem Walde, s?sse Tone"
  - No. 2 "Das erste Veilchen: Als ich das erste Veilchen erblickt"
  - No. 3 "Winterlied: Mein Sohn, wo willst du hin so spät"
  - No. 4 "Neue Liebe: em dem Mondenschein im Walde"
  - No. 5 "Gruss: Leise zieht durch mein Gemüth"
  - No. 6 "Reiselied: Bringet des treusten Herzens Grüsse"
- Op. 19b, Canções sem Palavras para piano, livro 1 (1829-1830)
  - No. 1 Andante con moto em mi maior
  - No. 2 Andante espressivo em lá menor
  - No. 3 Molto allegro e vivace em lá maior ("Canção de Caça")
  - No. 4 Moderato em lá maior
  - No. 5 Poco agitato em fá# menor
  - No. 6 Andante sostenuto em sol menor ("Venezianisches Gondellied"  [Canção da Gôndola Veneziana] n.º 1)
- Op. 20, Octeto de cordas em mi bemol maior (1825)
- Op. 21, Sonho de uma Noite de Verão abertura em mi maior para orquestra (1826)
- Op. 22, Capriccio brilliant em si menor para piano e orquestra (1825-1826)
- Op. 23, Três peças sacras para solistas, coro e órgão
  - No. 1 Aus tiefer Not schrei' ich zu dir
  - No. 2 Ave Maria
  - No. 3 Mitten wir im Leben sind
- Op. 24, Abertura em dó maior para instrumentos de sopro (1824-1838)
- Op. 25, Concerto para piano n.º 1 em sol menor (1831)
- Op. 26, As Hébridas em si menor para orquestra (1830-1832) (também conhecido como Gruta de Fingal).
- Op. 27, Meeresstille und glückliche Fahrt [Mar Calmo e Viagem Afortunada, segundo Goethe) Abertura em ré maior para orquestra (1828)
- Op. 28, Fantasia em fá# menor para piano ("Sonate écossaise")
- Op. 29, Rondo brillant em mi bemol maior para piano e orquestra (1834)
- Op. 30, Canções sem Palavras para piano, livro 2 (1833-1834)
  - No. 1 Andante espressivo em mi bemol maior
  - No. 2 Allegro di molto em sib menor
  - No. 3 Adagio non troppo em mi maior
  - No. 4 Agitato e con fuoco em si menor
  - No. 5 Andante grazioso em ré maior
  - No. 6 Allegretto tranquillo em fá# menor ("Venezianisches Gondellied" [Canção da Gôndola Veneziana] n.º 2)
- Op. 31, Salmo CXV ("Non nobis, Domine") para coro e orquestra (1830)
- Op. 32, Das Märchen von der schönen Melusine [A Bela Melusina] Abertura em fá maior para orquestra (1833)
- Op. 33, Três Caprichos para piano (1833-1835)
  - No. 1 Capricho em lá menor
  - No. 2 Capricho em mi maior
  - No. 3 Capricho em sib menor
- Op. 34, Seis Canções para voz e piano (1834-1836)
  - No. 1 "Minnelied: Leucht't heller als die Sonne"
  - No. 2 "Auf Fl?geln des Gesanges: Auf Fl?geln des Gesanges"
  - No. 3 "Fr?hlingslied: Es brechen im schallenden Reigen"
  - No. 4 "Suleika: Ach, um deine feuchten Schwingen"
  - No. 5 "Sonntagslied: Ringsum erschallt em Wald und Flur"
  - No. 6 "Reiselied: Der Herbstwind r?ttelt die B?ume"
- Op. 35, Seis Prelúdios e Fugas para piano (1832-1837)
  - No. 1 Prelúdio e Fuga em mi menor
  - No. 2 Prelúdio e Fuga em ré maior
  - No. 3 Prelúdio e Fuga em si menor
  - No. 4 Prelúdio e Fuga em láb maior
  - No. 5 Prelúdio e Fuga em fá menor
  - No. 6 Prelúdio e Fuga em si bemol maior
- Op. 36, Paulus (Oratório) para solistas, coro e orquestra (1836)
- Op. 37, Três Prelúdios e Fugas para órgão (1837)
  - No. 1 Prelúdio e Fuga em dó menor
  - No. 2 Prelúdio e Fuga em sol maior
  - No. 3 Preludio e Fuga em ré menor
- Op. 38, Canções sem Palavras para piano, livro 3 (1836-1837)
  - No. 1 Con moto em mib maior
  - No. 2 Allegro non troppo em dó menor
  - No. 3 Presto e molto vivace em mi maior
  - No. 4 Andante em lá maior
  - No. 5 Agitato em lá menor
  - No. 6 Andante con moto em láb maior ("Duetto")
- Op. 39, Três Motetes para coro feminino e órgão (1830)
  - No. 1 Veni, Domine
  - No. 2 Laudate pueri
  - No. 3 Surrexit pastor
- Op. 40, Concerto para piano n.º 2 em ré menor (1837)
- Op. 41, Seis Lieder para vozes mistas a cappella (1834-1838)
  - No. 1 "Im Walde: Ihr Vögel em den Zweigen schwank"
  - No. 2 "Entflieh' mit mir: Entflieh' mit mir"
  - No. 3 "Es fiel ein Reif: Es fiel ein Reif"
  - No. 4 "Auf ihrem Grab: Auf ihrem Grab"
  - No. 5 "Mailied: Der Schnee zerrinnt"
  - No. 6 "Auf dem See: Und frische Nahrung"
- Op. 42, Salmo 42 para coro e orquestra (1837)
- Op. 43, Serenade e Allegro giocoso em si menor para piano e orquestra (1838)
- Op. 44, Quartetos de cordas
  - No. 1 Quarteto de cordas n.º 3 em ré maior (1838)
  - No. 2 Quarteto de cordas n.º 4 em mi menor (1837)
  - No. 3 Quarteto de cordas n.º 5 em mib maior (1838)
- Op. 45, Sonata para violoncelo n.º 1 em sib maior (1838)
- Op. 46, Psalm XCV para coro e orquestra (1838)
- Op. 47, Six Songs para voz e piano (1839)
  - No. 1 "Minnelied: Wie der Quell so lieblich klinget"
  - No. 2 "Morgengruss: ?ber die Berge steigt schon die Sonne"
  - No. 3 "Fruhlingslied: Durch den Wald, den dunklen, geht"
  - No. 4 "Volkslied: Es ist bestimmt em Gottes Rath"
  - No. 5 "Der Blumenstrauss: Sie wandelt im Blumengarten"
  - No. 6 "Bei der Wiege: Schlummre! Schlummre und tr?ume von kommender Zeit"
- Op. 48, Der erste Frühlingstag [The first day of Spring] para vozes mistas a cappella (1839)
  - No. 1 "Fr?hlingsahnung: O sanfter s?sser Hauch"
  - No. 2 "Die Primel: Liebliche Blume"
  - No. 3 "Frühlingsfeier: Süsser, goldner Frühlingstag"
  - No. 4 "Lerchengesang: Wie lieblicher Klang"
  - No. 5 "Morgengebet: O wunderbares tiefes Schweigen"
  - No. 6 "Herbstlied: Holder Lenz, du bist dahin"
- Op. 49, Trio com piano n.º em ré menor (1839)
- Op. 50, Six Lieder para four male voices a cappella (1837-1840)
  - No. 1 "T?rkisches Schenkenlied: Setze mir nicht, du Grobian"
  - No. 2 "Der J?ger Abschied: Wer hat dich, du sch?ner Wald"
  - No. 3 "Sommerlied: Wie Feld und Au' so blinkend im Thau"
  - No. 4 "Wasserfahrt: Am fernen Horizonte"
  - No. 5 "Liebe und Wein: Liebesschmerz. Was qu?lte dir dein armes Herz"
  - No. 6 "Wanderlied: Vom Grund bis zu den Gipfeln"
- Op. 51, Psalm CXIV ("When Israel out of Egypt came") para double choir e orquestra (1839)
- Op. 52, Sinfonia n.º 2 em sib maior ("Lobgesang") (1840), sinfonia-cantata para solistas, coro, órgão e orquestra
- Op. 53, Canções sem Palavras para piano, livro 4 (1839-1841)
  - No. 1 Andante con moto em láb maior
  - No. 2 Allegro non troppo em mib maior
  - No. 3 Presto agitato em sol maior
  - No. 4 Adagio em fá maior
  - No. 5 Allegro con fuoco em lá menor ("Volkslied")
  - No. 6 Molto Allegro vivace em lá maior
- Op. 54, Variations sérieuses para piano (1841)
- Op. 55, Antigone (1841), música incidental para coro masculino, solistas e orquestra
- Op. 56, Sinfonia n.º 3 em lá menor ("Escocesa") (1841-1842)
- Op. 57, Six Lieder para voz e piano
  - No. 1 "Altdeutsches Lied: Es ist em den Wald gesungen"
  - No. 2 "Hirtenlied: O Winter, schlimmer Winter"
  - No. 3 "Suleika: Was bedeutet die Bewegung?"
  - No. 4 "O Jugend, o sch?ne Rosenzeit!: Von allen sch?nen Kindern auf der Welt"
  - No. 5 "Venetianisches Gondellied: Wenn durch die Piazetta"
  - No. 6 "Wanderlied: Laue Luft kommt blau geflossen"
- Op. 58, Sonata para violoncelo n.º 2 em ré maior (1843)
- Op. 59, Im Grünen, Six lieder para mixed voices a cappella (1837-1843)
  - No. 1 "Im Gr?nen: Im Gr?n erwacht der frische Muth"
  - No. 2 "Fr?hzeitiger Fr?hling: Tage der Wonne, kommt ihr so bald"
  - No. 3 "Abschied vom Wald: O Thaler weit, o Höhen"
  - No. 4 "Die Nachtigall: Die Nachtigall, sie war entfernt"
  - No. 5 "Ruhetal: Wann im letzten Abendstrahl"
  - No. 6 "Jagdlied: Durch schwankende Wipfel"
- Op. 60, Die erste Walpurgisnacht para coro e orquestra (1831, 1843)
- Op. 61, Sonho de uma Noite de Verão (1842), música incidental para coro feminino, solistas e orquestra
  - Scherzo
  - Notturno
  - Marcha nupcial
- Op. 62, Canções sem Palavras para piano, livro 5 (1842-1844)
  - No. 1 Andante espressivo em sol maior
  - No. 2 Allegro con fuoco em sib maior
  - No. 3 Andante maestoso em mi menor ("Trauermarsch")
  - No. 4 Allegro con anima em sol maior
  - No. 5 Andante con moto em lá menor ("Venezianisches Gondellied" ou Gôndola Veneziana n.º 3)
  - No. 6 Allegretto grazioso em lá maior ("Frühlingslied" or "Spring Song")
- Op. 63, Six Lieder para voz e piano (1836-1845)
  - No. 1 "Ich wollt' meine Lieb' erg?sse sich: Ich wollt' meine Lieb' erg?sse sich"
  - No. 2 "Abschied der Zugv?gel: Wie war so sch?n doch Wald und Feld!"
  - No. 3 "Gruss: Wohin ich geh' und schaue"
  - No. 4 "Herbstlied: Ach, wie so bald verhallet der Reigen"
  - No. 5 "Volkslied: O sah' ich auf der Haide dort im Sturme dich"
  - No. 6 "Maigl?ckchen und die Bl?melein: Maigl?ckchen l?utet em dem Thal"
- Op. 64, Concerto para violino em mi menor (1844)
- Op. 65, Six Organ Sonatas
  - No. 1 Organ Sonata No. 1 em fá menor (1844)
  - No. 2 Organ Sonata No. 2 em dó menor (1844)
  - No. 3 Organ Sonata No. 3 em lá maior (1844)
  - No. 4 Organ Sonata No. 4 em sib maior (1845)
  - No. 5 Organ Sonata No. 5 em ré maior (1844)
  - No. 6 Organ Sonata No. 6 em ré menor (1845)
- Op. 66, Trio com piano n.º 2 em dó menor (1845)
- Op. 67, Canções sem Palavras para piano, livro 6 (1843-1845)
  - No. 1 Andante em mib maior
  - No. 2 Allegro leggiero em fá# menor
  - No. 3 Andante tranquillo em sib maior
  - No. 4 Presto em dó maior ("Spinnerlied")
  - No. 5 Moderato em ré menor
  - No. 6 Allegro non troppo em mi maior
- Op. 68, Festgesang an die Künstler: Der Menschheit Wörde para coro masculino e acompanhamento (1846)
- Op. 69, Três motetes para coro (1847)
  - No. 1 Nunc dimittis
  - No. 2 Jubilate
  - No. 3 Magnificat
- Op. 70, Elias (Oratório) para solistas, coro e orquestra (1846)
- Op. 71, Seis Lieder para voz e piano
  - No. 1 "Tr?stung: Werde heiter, mein Gem?the"
  - No. 2 "Fr?hlingslied: Der Fr?hling naht mit Brausen"
  - No. 3 "An die Entfernte: Diese Rose pfl?ck' ich hier"
  - No. 4 "Schilflied: Auf dem Teich, dem regungslosen"
  - No. 5 "Auf der Wanderschaft: Ich wand're fort ins ferne Land"
  - No. 6 "Nachtlied: Vergangen ist der lichte Tag"
- Op. 72, Kinderst?cke [Peças infantis] para piano (1842)
  - No. 1 Allegro non troppo em sol maior
  - No. 2 Andante sostenuto em Eb maior
  - No. 3 Allegretto em sol maior
  - No. 4 Andante con moto em rי maior
  - No. 5 Allegro assai em g menor
  - No. 6 Vivace em fב maior
- Op. 73, Lauda Sion Cantata para coro e orquestra (1846)
  - Lauda Sion salvatorem
  - Laudis thema specialis
  - Sit laus plena sit sonora
  - em hac mensa novi regis
  - Docti sacris institutis
  - Caro cibus, sanguis potus
  - Sumit unus, summunt mille
- Op. 74, Athalia (1845), música incidental para coro duplo, solistas e orquestra
- Op. 75, Wandersmann
  - No. 1 "Der frohe Wandersmann: Wem Gott will rechte Gunst"
  - No. 2 "Abendst?ndchen: Schlafe, Liebchen, weil's auf Erden"
  - No. 3 "Trinklied: So lang man n?chtern ist"
  - No. 4 "Abschiedstafel: So ruckt denn em die Runde"
- Op. 76, Four Lieder para four male voices (1844-1846)
  - No. 1 "Das Lied vom braven Mann: Gaben mir Rath und gute Lehren"
  - No. 2 "Rheinweinlied: Wo solch' ein Feuer noch gedeiht"
  - No. 3 "Lied f?r die Deutschen em Lyon: Was uns eint als deutsche"
  - No. 4 "Comitat: Nun zu guter Letzt"
- Op. 77, Three Lieder para voz e piano (1836-1847)
  - No. 1 "Sonntagsmorgen: Das ist der Tag des Herrn"
  - No. 2 "Das ?hrenfeld: Ein Leben war's im ?hrenfeld"
  - No. 3 "Lied aus "Ruy Blas": Wozu der V?glein Ch?re belauschen fern und nah?"
- Op. 78, Three Psalms para coro a cappella
  - No. 1 Psalm II ("Why rage fiercely the heathen?") (1843)
  - No. 2 Psalm XLIII ("Judge me, O God") (1844)
  - No. 3 Psalm XXII ("My God, my God!") (1844)
- Op. 79, Six Anthems para eight voices a cappella (1844-1846)
  - No. 1 "Rejoice, O ye people"
  - No. 2 "Thou, Lord, our refuge hast been"
  - No. 3 "Above all praises"
  - No. 4 "Lord, on our offenses"
  - No. 5 "Let our hearts be joyful"
  - No. 6 "For our offenses
- Op. 80, Quarteto de cordas nº 6 em fá  menor (1847)
- Op. 81,  Quatro Peças para Quarteto de Cordas
  - No. 1 Andante em mi maior
  - No. 2 Scherzo em lá menor
  - No. 3 Capriccio em mi menor
  - No. 4 Fugue em mib maior
- Op. 82, Variations em mib maior para piano (1841)
- Op. 83, Variations em sib maior para piano (also para piano, four hands) (1841)
- Op. 84,  Três Lieder para baixo e piano (1831-1839)
  - No. 1 "Da lieg' ich unter den B?umen: Da lieg' ich unter den B?umen"
  - No. 2 "Herbstlied: Im Walde rauschen d?rre Bl?tter"
  - No. 3 "Jagdlied: Mit Lust that ich ausreiten"
- Op. 85, Canções sem Palavras para piano, livro 7 (1834-1845)
  - No. 1 Andante espressivo em fב maior
  - No. 2 Allegro agitato em lב menor
  - No. 3 Presto em Eb maior
  - No. 4 Andante sostenuto em rי maior
  - No. 5 Allegretto em lב maior
  - No. 6 Allegretto con moto em Bb maior
- Op. 86, Six Songs para voz e piano (1826-1847)
  - No. 1 "Es lauschte das Laub: Es lauschte das Laub so dunkelgrun"
  - No. 2 "Morgenlied: Erwacht em neuer Starke"
  - No. 3 "Die Liebende schreibt: Ein Blick von deinen Augen"
  - No. 4 "Alln?chtlich im Traume seh' ich dich: Alln?chtlich im Traume"
  - No. 5 "Der Mond: Mein Herz ist wie die dunkle Nacht"
  - No. 6 "Altdeutsches Fr?hlingslied: Des tr?be Winter ist vorbei"
- Op. 87, Quinteto de Cordas nº 2 em sib maior]] (1845)
- Op. 88, Six Lieder para four mixed voices a cappella (1839-1844)
  - No. 1 "Neujahrslied: Mit der Freude zieht der Schmerz"
  - No. 2 "Der Gl?ckliche: Ich hab' ein Liebchen"
  - No. 3 "Hirtenlied: O Winter, schlimmer Winter"
  - No. 4 "Die Waldv?glein: Kommt, lasst uns geh'n spazieren"
  - No. 5 "Deutschland: Durch tiefe Nacht ein Brausen zieht"
  - No. 6 "Der wandernde Musikant: Durch Feld und Buchenhallen"
- Op. 89, Heimkehr aus der Fremde (1829)
- Op. 90, Sinfonia n.º 4 em lá maior ("Italiana") (1833)
- Op. 91, Psalm XCVIII ("Sing to the Lord a new song") para coro, orquestra, e organ (1843)
- Op. 92, Allegro brilliant em lב maior para piano, four hands (1841)
- Op. 93, Oedipus in Kolonos (1845), música incidental para coro masculino, solistas e orquestra
- Op. 94, Infelice: Unglückselge! … Kehret wieder em si bemol maior para soprano e orquestra (1834-1843)
- Op. 95, Overture em C menor ("Ruy Blas") para orquestra (1839)
- Op. 96, Lass', o Herr para coro e orquestra (1840-1843)
- Op. 97, Christus (Oratório) para solistas, coro e orchestra (inacabado)
- Op. 98, Loreley (opera) (inacabado) (1847)
- Op. 99, Six Songs para voz e piano (1841-1845)
  - No. 1 "Erster Verlust: Ach, wer bringt die sch?nen Tage"
  - No. 2 "Die Sterne schau'n em stiller Nacht: Die Sterne schau'n em stiller Nacht"
  - No. 3 "Lieblingspl?tzchen: Wisst ihr, wo ich gerne weil'"
  - No. 4 "Das Schifflein: Ein Schifflein ziehet leise"
  - No. 5 "Wenn sich zwei Herzen scheiden: Wenn sich zwei Herzen scheiden"
  - No. 6 "Es weiss und rath es doch Keiner: Es weiss und rath es doch Keiner"
- Op. 100, Four Lieder para four voices a cappella (1839-1844)
  - No. 1 "Andenken: Die B?ume gr?nen ?berall"
  - No. 2 "Lob des Fr?hlings: Saatengr?n, Veilchenduft"
  - No. 3 "Fr?hlingslied: Berg und Thal will ich durchstreifen"
  - No. 4 "Im Wald: O Wald, du k?hlender Bronnen"
- Op. 101, Overture em C maior para orquestra ("Trumpet Overture") (1826)
- Op. 102, Canções sem Palavras para piano, livro 8 (1842-1845)
  - No. 1 Andante un poco agitato em mi menor
  - No. 2 Adagio em rי maior
  - No. 3 Presto em C maior
  - No. 4 Un poco agitato, ma andante em g menor
  - No. 5 Allegro vivace em lב maior ("Kinderst?cke")
  - No. 6 Andante em C maior
- Op. 103, Trauermarsch [Funeral March] em lב menor para military orquestra (1836)
- Op. 104a, Three Preludes para piano (1834)
  - No. 1 Prelude em Bb maior
  - No. 2 Prelude em b menor
  - No. 3 Prelude em rי maior
- Op. 104b, Three ?tudes para piano (1834-1838)
  - No. 1 ?tude em bb menor
  - No. 2 ?tude em fב maior
  - No. 3 ?tude em lב menor
- Op. 105, Piano Sonata No. 2 em sol menor (1821)
- Op. 106, Piano Sonata No. 3 em sib maior (1827)
- Op. 107, Sinfonia n.º 5 em ré maior/ré menor ("Reforma") (1830)
- Op. 108, March em rי maior para orquestra (1841)
- Op. 109, Canções sem Palavras em ré maior para violoncelo e piano (1845)
- Op. 110, Piano Sextet em ré maior (1824)
- Op. 111, Tu es Petrus em lב maior para five voices e orquestra (1827)
- Op. 112, Two Sacred songs para voz e piano (1835)
  - No. 1 "Doch der Herr, er leitet die Irrenden recht"
  - No. 2 "Der du die Menschen lassest sterben"
- Op. 113, Concert Piece em fá menor para clarinete, clarinete tenor, e piano (1833)
- Op. 114, Concert Piece em ré menor para clarinete, clarinete tenor, e piano (1833)
- Op. 115, Dois Coros Sacros para coro masculino a cappella (1833)
  - No. 1 "Beati mortui: Beati mortui em Domino"
  - No. 2 "Periti autem: Periti autem fulgebunt"
- Op. 116, Trauer-Gesang: Sahst du ihn herniederschweben em der Morgen [Canção Fúnebre] em sol menor para coro misto a cappella (1845)
- Op. 117, Album-leaf em mi menor para piano (1837)
- Op. 118, Capriccio em mi maior para piano (1837)
- Op. 119, Perpetuum mobile em dó maior para piano
- Op. 120, Four Lieder para quatro vozes masculinas a cappella (1837-1847)
  - No. 1 "Jagdlied: Auf, ihr Herrn und Damen sch?n"
  - No. 2 "Morgengruss des Th?ringischen Sangerbundes: Seid gegr?sset, traute Bruder"
  - No. 3 "Im S?den: S?sse Dufte, milde L?fte"
  - No. 4 "Zigeunerlied: Im Nebelgeriesel, im tiefen Schnee"
- Op. 121, Adspice Domine de sede para coro masculino e violoncelo (1833)
  - Adspice Domine de sede
  - Asperi oculos tuos
  - Qui regis Israel
  - Asperi oculos tuos
  - O lux beata

### Obras sem número de Opus
- Die Soldatenliebschaft, singspiel, (1820)
- Violin Sonata em fá maior (1820)
- 19 peças diversas (além de vários fragmentos) para organ (1820-1845)
- Die beiden Pädagogen, singspiel, (1821)
- Piano Quartet em re menor (1821)
- Sinfonia para cordas No. 1 em dó maior (1821)
- Sinfonia para cordas No. 2 em ré maior (1821)
- Sinfonia para cordas No. 3 em mi menor (1821)
- Sinfonia para cordas No. 4 em dó menor (1821)
- Sinfonia para cordas No. 5 em sib maior (1821)
- Sinfonia para cordas No. 6 em mib maior (1821)
- Die wandernden Komödianten, singspiel, (1822)
- Concerto para piano e cordas em lá menor (1822)
- Concerto para violino e cordas em re menor (1822)
- Sinfonia para cordas No. 7 em ré menor (1822)
- Sinfonia para cordas No. 8 em ré maior (instrumentos de sopro adicionados mais tarde) (1822)
- Der Onkel aus Boston, oder Die beiden Neffen, singspiel, (1823)
- Concerto para violino, piano e cordas em re menor (1823)
- Concerto para dois pianos em mi maior (1823)
- Sinfonia para cordas No. 9 em dó maior (1823)
- Sinfonia para cordas No. 10 em si menor (1823)
- Sinfonia para cordas No. 11 em fá maior (1823)
- Sinfonia para cordas No. 12 em sol menor (1823)
- Sinfonia para cordas No. 13 em dó menor (movimento único) (1823)
- Quarteto de cordas em mib maior (1823)
- Viola Sonata em dó menor (1823-24)
- Concerto para dois piano em lá maior (1824)
- Clarinet Sonata em mib maior (1824)
- Assai tranquillo em si menor, para cello e piano (1835)[18]
- Violin Sonata em fá maior (1838)

#### Obras perdidas
- 3 Kindersymphonien, duas tocadas em Berlim, vésperas de Natal de 1827 e 1828, e uma de namoro desconhecido, hoje perdidas

### Obras por gênero

#### Vocal

##### Óperas
| Finalizada | Título                                       | Género      | Length                                         | Première                                                                     | Libretto                                                          |
| ---------- | -------------------------------------------- | ----------- | ---------------------------------------------- | ---------------------------------------------------------------------------- | ----------------------------------------------------------------- |
| 1820       | Die Soldatenliebschaft                       | Singspiel   | 1 acto                                         | 11 Dezembro 1820, Apresentação privada, Berlim                               | Johann Ludwig Casper, depois desconhecido libretista              |
| 1821       | Die beiden Pädagogen                         | Singspiel   | 1 ato                                          | 15 Março 1821, Apresentação privada, Berlim                                  | Johann Ludwig Casper, depois Eugène Scribe                        |
| 1822       | Die wandernden Komödianten                   | Singspiel   | 1 ato                                          | 8 Março 1822, Apresentação privada, Berlim                                   | Johann Ludwig Casper, depois Louis-Benoît Picard                  |
| 1823       | Der Onkel aus Boston, oder Die beiden Neffen | Singspiel   | 3 actos                                        | 7 de fevereiro de 1824, Apresentação privada, Berlim                         | Johann Ludwig Casper, depois desconhecido libretista              |
| 1825       | Die Hochzeit des Camacho, op. 10             | Singspiel   | 2 actos                                        | 29 Abril 1827, Schauspielhaus, Berlim                                        | Friedrich Voigts depois Ludwig Tieck tradução Miguel de Cervantes |
| 1829       | Die Heimkehr aus der Fremde, op. 89          | Liederspiel | 1 acto                                         | 26 Dezembro 1829, Apresentação privada, Berlim, 10 de abril de 1851, Leipzig | Karl Klingemann                                                   |
| 1847       | Die Loreley, op. 98                          |             | 1 fragmento: final do 1º Acto Vintners' Chorus | 8 Setembro 1852, Town Hall, Birmingham                                       | Emanhuel Geibel                                                   |

##### Música incidental
- Antigone Op. 55 (1841), para narradores, solistas, coro duplo masculino e orquestra
- Sonho de uma Noite de Verão Op. 61 (1843), para solistas, coro feminino e orquestra
- Athalia Op. 74 (1845), para narradores, solistas, coro duplo e orquestra
- Oedipus in Kolonos Op. 93 (1845), para narradores, solistas, coro duplo masculino e orquestra

##### Oratórios
- Paulus Op. 36 (1836)
- Elias Op. 70 (1846)
- Christus (inacabado) Op. 97 (1847)

##### Coral cantatas
- Christe du Lamm Gottes (1827) SATB, strings
- Jesu meine Freude (1828) SATB, strings
- Wer nur den lieben Gott läßt walten (1829) S solo, SATB, strings
- O Haupt voll Blut und Wunden (1830) Baritone, SATB, orch.
- Von Himmel hoch, da komm' ich her (1831) SB soli, SATB, orch.
- Wir glauben all' an einen Gott (1831) SATB, orch.
- Ach Gott, vom Himmel sieh darein (1832) Baritone, SATB, orch.

##### Salmos
- Gott du bist unsre Zuversicht (Psalm 19) (1821) 5vv
- Die Himmel erzählen (Psalm 19) (1821) SSATB
- Jauchzet Gott alle Lande (Psalm 66) (1822) SSA soli, SSASSA, bc
- Ich weiche nicht (Psalm 119:102) (1823?) SATB
- Deine Rede präge ich in meinem Herzen (Psalm 119:11) (1823?) SATB
- Non nobis Domine (Psalm 31) Op. 31 (1835) S solo, SATB, orch.
- Wie der Hirsch schreit (Psalm 42) Op. 42 (1838) SSAATTBB
- Defend Me, Lord (Psalm 31) (1839)
- Lord, hear the voice (Psalm 5) (1839 male ch.
- Why, O Lord, Delay) Psalm 13) Op. 96 (1841) Mezzo solo, ch, organ
- Da Israel aus Aegypten zog (Psalm 114) Op. 51 (1841) SSAATTBB, orch.
- Kommt, laßt uns anbeten (Psalm 95) Op. 46 (1842) Tenor solo, ch. & orch.
- Singet dem Herrn ein neues Lied (Psalm 98) Op. 91 (1843) SATBSATB, orch.
- Jauchzetdem Herrn alle Welt) Psalm 100) (1844) SATB
- Three Psalms, Op. 78 (1849) 8vv
  - Warum toben die Heiden (Psalm 2)
  - Richte mich Gott (Psalm 43)
  - Mein Gott, warum hast du mich verlassen (Psalm 22)
- Denn er hat seinen Engeln befohlen (Psalm 91) SSAATTBB (reutilizado em Elijah)

##### Outras obras corais

###### Acompanhadas
- Te Deum in D (1826) double ch. & bc.
- Tu es Petrus Op. 111 (1827)
- Die erste Walpurgisnacht (A primeira noite de Valpurga) Op. 60 (1833), para coro, solistas e orquestra
- Festgesang Gutenberg cantata (1840) para coro masculino e metais
- Hear My Prayer (paraphrase of Psalm 55) (1845) S solo, SATB, org
- Festgesang an die Künstler: Der Menschheit Würde Op. 68 (1846) para coro masculino e metais
- Lauda Sion Op. 73 (1846)
- Es wird öffnen die Augen der Blinden (1846) (intended for Elijah)

###### A cappella
- Die deutsche Liturgie (1846) 8vv (Kyrie, Sanctus, Gloria, Responses and Amen)
- Six Anthems Op. 79 (1843-4) SSAATTBB
  - Rejoice, O Ye People (Christmas)
  - Thou, Lord, Our Refuge (New Year)
  - Abouve All Praises (Ascension)
  - Lord, on Our Offences (Passiontide)
  - Let Our Hearts Be Joyful (Advent)
  - For Our Offences (Good Friday)

##### Lieder & Cançoes
- - Doze Cançoes para voz e piano, Op. 8 (1830)
  - Doze Lieder para voz e piano, Op. 9 (1829)

#### Instrumental

##### Sinfonias
- 13 Sinfonias para cordas (1821-1823)
- Sinfonia n.º 1 em ré menor Op. 11 (1824)
- Sinfonia n.º 2 em sib maior ("Lobgesang") Op. 52 (1840), sinfonia-cantata para solistas, coro, órgão e orquestra
- Sinfonia n.º 3 em lá menor ("Escocesa") Op. 56 (1842)
- Sinfonia n.º 4 em lá maior ("Italiana") Op. 90 (1833)
- Sinfonia n.º 5 em ré maior/ré menor ("Reforma") Op. 107 (1832)

##### Concertos e obras concertantes
- Concerto para piano e cordas em lá menor (1822)
- Concerto para violino e cordas em re menor (1822)
- Concerto para violino, piano e cordas em re menor (1823)
- Concerto para dois pianos em mi maior (1823)
- Concerto para dois pianos em lá maior (1824)
- Capriccio brilliant em si menor para piano Op. 22 (1832)
- Concerto para piano n.º 1 em sol menor Op. 25 (1831)
- Rondo brillant em mi bemol maior para piano Op. 29 (1834)
- Concerto para piano n.º 2 em ré menor Op. 40 (1837)
- Serenade e Allegro giojoso em si menor para piano Op. 43 (1838)
- Concerto para piano n.º 3 (fragmento) em mi menor Op. Póst. (1844)
- Concerto para violino em mi menor Op. 64 (1844)

##### Aberturas e outras obras orquestrais
- Sonho de uma Noite de Verão Op. 21 (1827)
- Abertura para instrumentos de sopro Op. 24 (1824)
- As Hébridas ou A Gruta de Fingal Op. 26 (1832)
- Meeresstille und glückliche Fahrt (Mar Calmo e Viagem Afortunada) Op. 27 (1828)
- Das Märchen von der schönen Melusine (A Bela Melusina) Op. 32 (1834)
- Ruy Blas Op. 95 (1839)
- Abertura Trombeta Op. 101 (1826)
- Marcha funeral em lá menor, op. 103 (1836)
- Marcha em ré maior, op. 108 (1841)
- Kindersinfonie MWV P 4 (1827) (perdida)
- Kindersinfonie MWV P 6 (1828) (perdida)
- Kindersinfonie MWV P 8 (perdida)

##### Música de câmara
- Quarteto de cordas n.º 1 em mi maior Op. 12 (1829)
- Quarteto de cordas nº 2 em lá menor Op. 13 (1827)
- Quarteto de cordas n.º 3 em ré maior Op. 44 No. 1 (1838)
- Quarteto de cordas n.º 4 em mi menor Op. 44 No. 2 (1837)
- Quarteto de cordas n.º 5 em mib maior Op. 44 No. 3 (1838)
- Quarteto de cordas nº 6 em fá menor Op. 80 (1847)

##### Piano
- 48 canções sem palavras (1829-1845)

##### Órgão
- 6 sonatas Op. 37 (1837)
- 3 prelúdios e fugas Op. 65 (1844-1845)

## Instrumentos
Nas suas apresentações, Mendelssohn utilizava instrumentos do fabricante de pianos vienense Conrad Graf. Em 1832 pediu a Aloys Fuchs que lhe comprasse um piano de Graf e o entregasse na casa dos seus pais, em Berlim. Mendelshohn ficou tão satisfeito com este instrumento que decidiu encomendar mais dois pianos a Graf: um para ele e o outro para a noiva do seu irmão.
Exemplos sonoros
- Heidi Kommerell. Felix Mendelssohn. Songs without words. Fortepian Nannette Streicher da década de 1829. Audite
- Penelope Crawford. Felix Mendelssohn. The Young Felix Mendelssohn. Fortepian Conrad Graf da década de 1835
- Ronald Brautigam. Felix Mendelssohn. Piano Concertos. Pleyel da década de 1830 (Paul McNulty)
- Sergei Istomin, Viviana Sofronitsky. Felix Mendelssohn. Complete Works for Cello and Pianoforte. Conrad Graf da década de 1819 (Paul McNulty)
- Riko Fukuda, Tobias Koch. Chopin, Mendelssohn, Moscheles, Hiller, Liszt. Grand duo Œuvres pour duo de pianofortes. Fortepianos Graf das décadas de 1830, 1845